# Affaire Kume
Vous lisez un « bon article » labellisé en 2016.
L'affaire Kume (久米邦武筆禍事件, Kume Kunitake hikka jiken) est une controverse universitaire qui se déroule au Japon, à l'ère Meiji (1868 - 1912). Elle porte sur l'analyse faite par l'historien Kume Kunitake des documents historiques retraçant la fondation mythique du Japon. Dans l'édition d'octobre 1891 de la revue Shigaku zasshi, il soutient que le shintō est une croyance religieuse dépassée ; une affirmation qui fait grand bruit dans un pays où le pouvoir en place vient d'instaurer un shintoïsme d'État dont l'origine divine de la lignée impériale est l'un des piliers fondateurs. En effet, la republication de l'article de Kume, le 25 janvier 1892, dans une revue au lectorat plus large, fait éclater une polémique publique. Attaqué par les milieux conservateurs et religieux, et ne pouvant compter sur des soutiens dans le monde académique, le professeur de l'université impériale de Tokyo est contraint à la démission.
Pour les historiens qui l'ont étudiée par la suite, cette affaire est un cas d'atteinte aux libertés académiques et constitue l'une des principales affaires de censure de l'ère Meiji.

## Contexte

### Évolutions historiographiques

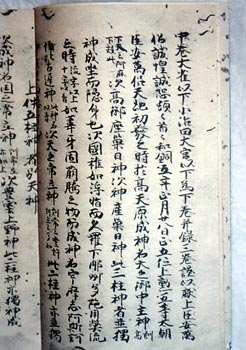
Le Kojiki, publié en 712, décrit l'histoire du Japon et y intègre un Âge des dieux.

La constitution adoptée par le Japon en 1890 repose sur une lecture traditionnelle de l'Histoire du Japon. Selon celle-ci, l'empereur descend en ligne directe d'un premier empereur mythique : Jinmu. Ce dernier aurait fondé le pays en -660 et serait le descendant de la déesse shintō Amaterasu. La lignée impériale aurait donc une ascendance divine. L'ensemble de cette mythologie est développé dans le premier ouvrage historique japonais : le Kojiki, qui décrit cet Âge des dieux et qui le lie à l'histoire du Japon.
Dès le XVIIe siècle, cette théorie historique est remise en cause par plusieurs générations de lettrés néoconfucéens. Sans rejeter entièrement la mythologie ancestrale, l'école de Mito formule les premières critiques, mais celles-ci restent confinées à un cercle d'initiés. Hayashi Razan, un autre néo-confucéen de la même époque, propose, dans son Honchō Tsugan publié en 1644, une alternative à l'origine divine de Jinmu. Selon lui, c'est Taibo de Wu, un prince chinois, qui serait le véritable Jinmu. Ce dernier n'aurait donc pas d'origine divine. Arai Hakuseki se singularise dans son Tokushi Yoron, publié en 1712, en remettant complètement en cause le caractère sacré de l'Âge des dieux. Il opte pour une approche proche de l'évhémérisme, théorie selon laquelle les dieux sont des personnages réels, divinisés après leur mort, et postule que les êtres divins dont il est question dans le Kojiki sont en réalité humains. D'autres intellectuels comme Yamagata Bantō et Date Chihiro vont jusqu'au XIXe siècle remettre en cause la véracité de ce mythe en le confrontant aux « sciences hollandaises » (Rangaku),.
La fin de l'époque d'Edo (1603 – 1868) voit cependant l'apparition des études nativistes ou Kokugaku, qui ambitionnent de remettre à l'honneur les classiques japonais. Motoori Norinaga, leur promoteur, va permettre à cette école, par ses travaux, de rivaliser intellectuellement avec les néo-confucéens. Il publie, en 1798, un livre de commentaires sur le Kojiki : le Kojiki Den, dans lequel il insiste sur la véracité de l'Âge des dieux. Sa connaissance approfondie des textes lui permet de jeter le discrédit sur ses contradicteurs néo-confucéens, et ainsi d'asseoir la réputation des Kokugaku. Cette école de pensée va continuer à gagner en influence au début du XIXe siècle. Dans les années 1850, les références à l'historiographie traditionnelle se sont banalisées dans le discours politique.

### La question des libertés dans le domaine de l'éducation
Au niveau politique, les idées conservatrices font leur retour à partir de la fin des années 1880. Le mouvement d'occidentalisation, apparu au début de l'ère Meiji, reflue en faveur des traditions japonaises. L'enseignement fait partie des domaines sur lesquels le régime compte s'appuyer pour asseoir son autorité, et en 1890 un Rescrit impérial sur l'éducation vient fournir un cadre moral à celle-ci.
Dès lors, plusieurs incidents se produisent les années suivantes. En 1891, l'enseignant Uchimura Kanzō, qui refuse de s'incliner devant un exemplaire du Rescrit, est poussé à la démission de son poste au Premier Lycée. Aux yeux de ses détracteurs, son cas est aggravé par son appartenance au christianisme. L'année suivante, le prêtre Tamura Naoomi est attaqué dans la presse pour ses écrits aux États-Unis. Toujours en 1891, un professeur de l'université impériale de Tokyo, Inoue Tetsujirō, se fait remarquer dans la presse par ses attaques contre les chrétiens ; il les accuse de manquer de loyauté envers l'empereur du Japon. L'affaire Kume intervient ainsi dans un contexte dans lequel les éléments perçus comme étrangers, surtout lorsqu'ils sont en lien avec la religion et l'éducation, sont souvent attaqués.
L'agitation touche aussi l'enseignement supérieur japonais. Les professeurs exerçant dans les universités restant de simples fonctionnaires, leur ministre de tutelle, même s'il n'intervient pas directement dans les processus de recrutement et de promotion, peut toujours obtenir le renvoi d'une personne devenue « indésirable ». La constitution de 1890, qui protège la figure de l'empereur, fournit une base légale pour incriminer toute personne remettant en question les mythes sur lesquels s'appuie le régime.

### Place de l'Histoire dans le régime

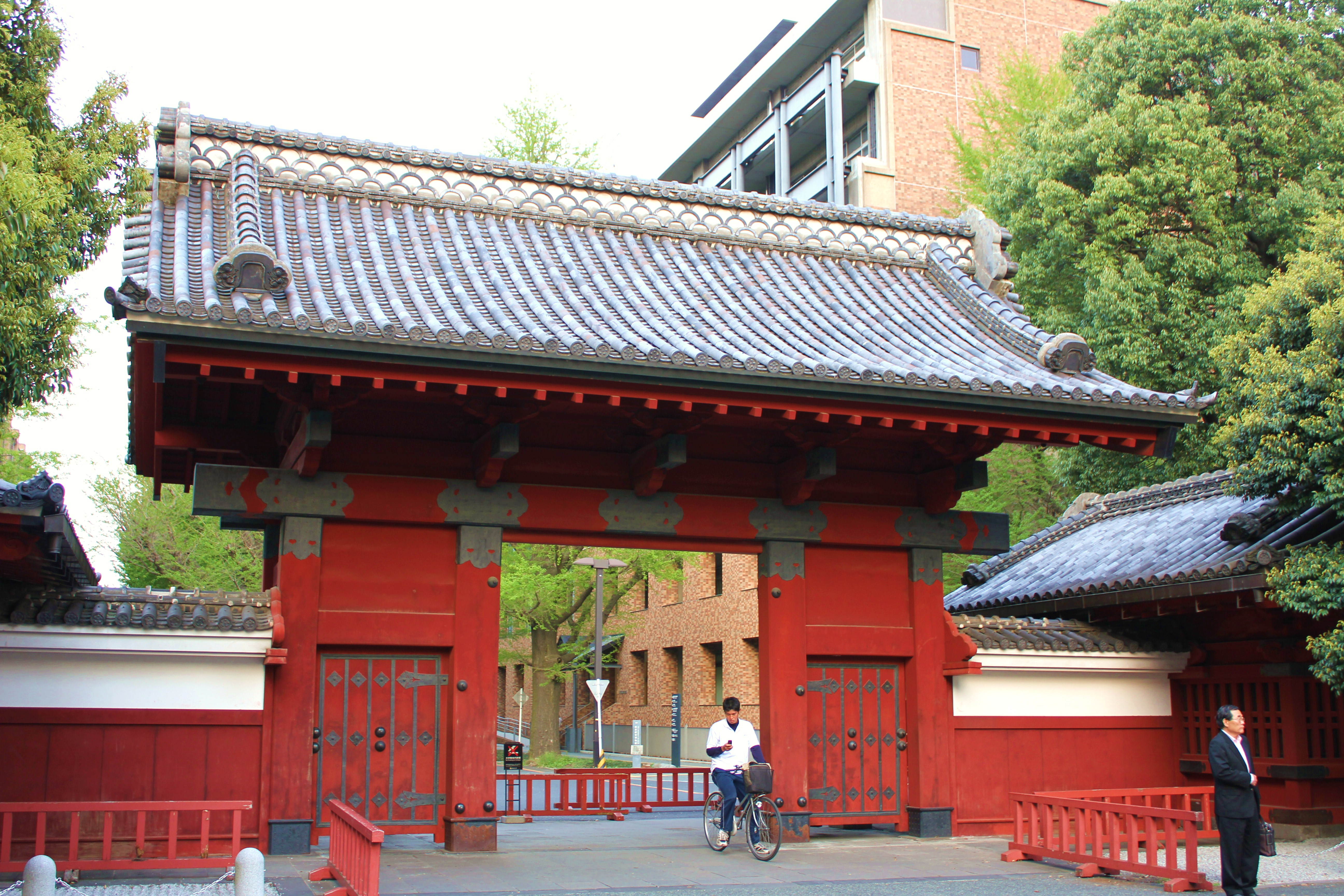
L'Institut historiographique intègre en 1888 l'université impériale de Tokyo, principal établissement d'enseignement supérieur du pays.

Comme d'autres régimes avant lui, le gouvernement de Meiji cherche à utiliser l'histoire pour confirmer sa légitimité. Dès avril 1869, l'empereur Meiji fait paraître un rescrit dans lequel il indique son intention de publier une œuvre dans le style des Six histoires nationales. Dans ce but, un institut historique voit le jour la même année ; la plupart des historiens y travaillant sont issus de la tradition néo-confucéenne et politiquement engagés ; nombre d'entre eux ont pris part au renversement du régime précédent.
Lors des années 1870, l'institut historique travaille peu à l'écriture d'une histoire nationale. Son activité s'oriente vers la collecte de sources écrites. Son fonctionnement évolue lorsqu'il intègre l'université de Tokyo en 1888. Les historiens Kume Kunitake, Hoshino Hisashi et Shigeno Yasutsugu travaillent au sein du département d'histoire de l'université et dirigent les travaux de la structure.
Parmi ces historiens, Kume Kunitake bénéficie d'une certaine notoriété. Il a pris part à la mission Iwakura en 1871, et a publié un compte rendu de ce tour du monde en 1878. Il a aussi fait partie de la suite qui a accompagné l'empereur lors de sa tournée dans le pays en 1880. Le récit qu'il en a fait a rencontré un certain succès.

## La controverse

### Contestation de l'histoire officielle

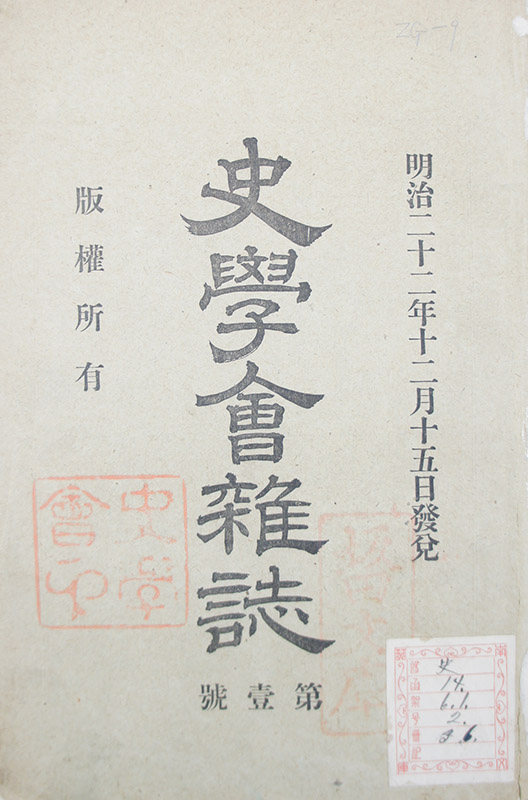
La revue Shigaku zasshi dans laquelle est publié pour la première fois l'article de Kume.

Depuis 1889, la revue Shigaku zasshi, dirigée par Shigeno Yasutsugu, publie des articles historiques de chercheurs liés à l'université de Tokyo et regroupés dans une société d'histoire. Des symboles idéologiques du régime y sont régulièrement pris pour cibles. Le directeur de la publication donne le ton en demandant, dans l'une des éditions de sa revue, d'« effacer » de l'histoire du Japon certains de ses héros comme Kojima Takanori et Kusunoki Masashige. Il est suivi, par exemple, par Hoshino Hisashi qui, en 1890, y affirme que des ancêtres de la lignée impériale étaient probablement originaires de la Corée, une thèse soutenue par un travail de recherche auquel Kume a participé. L'article de l'historien suscite immédiatement des répliques critiques de la part d'historiens Kokugaku ainsi que de militants politiques du Shintō qui cultivent un profond ressentiment envers ce groupe d'historiens. Quant à Kume, il soutient, dans le même journal, que le Taiheiki, un récit historique du XIVe siècle, ne peut être utilisé comme source fiable par les historiens. Comme celles de ses confrères, ses interventions sont critiquées par d'autres spécialistes de l'histoire.
En octobre 1891, la revue Shigaku zasshi fait paraître un article de Kume intitulé « Le Shintō, superstition de vénération du ciel » (神道ハ祭天ノ古俗). Celui-ci porte, en partie, sur les principes religieux du shintō, religion ancestrale du Japon. Kume y affirme que le shintō ne présente pas de base morale comme d'autres religions : elle serait donc, selon lui, moins évoluée que d'autres systèmes de croyances arrivés plus tard dans l'archipel, comme le bouddhisme ou le néoconfucianisme. Il voit dans ces deux derniers des cadres moraux plus à même d'accompagner le développement de la société. Par ailleurs, toujours selon lui, le shintō présente des éléments similaires à d'autres religions, il ne permettrait donc pas de singulariser les Japonais des autres peuples.
Et Kume va plus loin : il attaque la base historique de la religion officielle. Il remet en question la représentation traditionnelle mythifiée de la lignée impériale, l'existence de certains empereurs et même des kami, divinités vénérées du shintō. Plus largement, il s'en prend aux fondements du concept de Kokutai, l'« essence nationale », promu par les conservateurs. Plusieurs institutions et symboles de la religion d'État sont implicitement pris pour cibles : le sanctuaire d'Ise et les Trois Trésors Sacrés du Japon, entre autres.
Dans son article, Kume entend aussi fournir des arguments en faveur de l'écriture d'une histoire des religions suivant une approche positiviste, et d'une histoire de l'Asie s'appuyant sur des études comparatistes. Cependant, le travail présenté n'est pas exempt de faiblesses méthodologiques ; l'utilisation maladroite de sources japonaises et chinoises révèle une connaissance limitée du shintō.
Après sa première parution, la publication reste confinée au cercle des rares spécialistes de l'histoire religieuse du Japon, et aucune réaction notable n'est enregistrée.

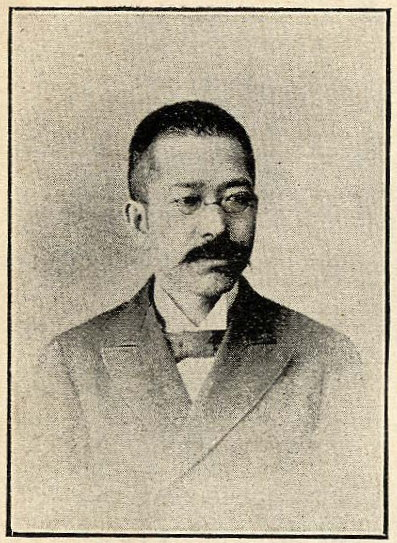
Taguchi Ukichi, à l'origine de la republication de l'article de Kume.

L'économiste Taguchi Ukichi, une des figures des « lumières japonaises », donne une nouvelle publicité à l'article de Kume en en publiant une version légèrement remaniée dans sa revue Shikai (史海) en janvier 1892. La revue de Taguchi paraît depuis l'année précédente, et vise un large public. Des essais biographiques de Taguchi y sont régulièrement diffusés, et une partie de son contenu est réservée aux échanges entre lecteurs et auteurs. Après les premiers numéros, les pages du journal s'ouvrent aussi à des historiens professionnels, dont Shigeno et Kume.
Dans sa préface à l'article de Kume, Taguchi se montre enthousiaste, mais sa présentation du texte est provocante. Il affirme que les « fous du shintō » ne peuvent rester sans réagir face à cette critique de leur religion. S'il indique ne pas souscrire aux thèses de Kume, il dit choisir de publier cet article « pour défendre la liberté académique ».

### Développement de la controverse
Cette seconde publication provoque de très nombreuses réactions dans les médias. Ainsi, entre le 20 octobre 1891 et le 9 juin 1893, pas moins de 340 publications diverses sur le sujet sont répertoriées. La plupart ne visent pas Taguchi Ukichi, qui a pris l'initiative de republier le texte et signé une présentation provocante, mais directement Kume.
Les lecteurs de la revue Shikai soutiennent assez largement l'article de Kume ; plusieurs lettres d'approbation sont publiées dans les numéros suivants. Celles-ci se concentrent sur la nature de la dévotion observée chez les pèlerins qui fréquentent le sanctuaire d'Ise, mais questionnent aussi la pertinence de mener des recherches sur les origines de la lignée impériale. Par ailleurs, d'autres journaux se joignent à cette réception positive, et prennent la défense de Kume.
La presse conservatrice relaie la plupart des critiques négatives envers l'article. Celles-ci se focalisent sur l'aspect moral et ignorent les arguments scientifiques présentés par l'auteur. Des partisans du shintō organisent des manifestations de protestation devant le domicile de Kume ; parmi eux, des voix s'élèvent pour crier au blasphème.

## Conséquences immédiates

### Condamnations politiques
L'affaire est portée très tôt dans le domaine politique. Des tenants du shintō cherchent à obtenir le renvoi de Kume de son poste de l'université impériale de Tokyo. Ainsi, l'Agence impériale reçoit plus d'une soixantaine de réclamations provenant de 21 préfectures, la plupart émanant de prêtres. Dès le 3 mars, le ministère de l'éducation ordonne à Kume de présenter sa démission, et le 5 mars le ministère de l'Intérieur suspend la publication de plusieurs revues liées à l'affaire, dont Shigaku zasshi et Shikai. Le 30 mars, Kume quitte ses fonctions de professeur.
L'Institut historiographique, où travaillait Kume Kunitake, est fermé un an après l'affaire, sur ordre d'Inoue Kowashi, le ministre de l'éducation. Dans une lettre adressée au Premier ministre Itō Hirobumi, il justifie cette décision en mettant en avant, sans jamais désigner nommément Kume, l'outrage à l'institution impériale qu'auraient constitué des travaux publiés par des membres de cette administration. Ainsi, les travaux de plusieurs collègues historiens de Kume, dont Shigeno et Hoshino, se retrouvent suspendus.

### Confrontation avec des shintoïstes le 28 février 1892
Le 28 février 1892, quatre membres de l'association shintō Dōseikan (道生館), une école fondée par un élève du théologien Hirata Atsutane, une figure du Kokugaku, se présentent au domicile de Kume. Kuramochi Jikyū, Hongō Sadao, Fujino Tatsuji et Hagyūida Morio ne sont pas annoncés, mais Kume accepte de les recevoir. Les discussions durent pendant près de cinq heures, et les échanges tournent autour de quatre points : la thèse selon laquelle les dieux ne sont issus que de l'imagination humaine, la place centrale du sanctuaire d'Ise dans la liturgie shintoïste, les racines coréennes du fils d'Amaterasu et le rôle du bouddhisme dans le développement religieux du Japon. Un compte rendu de la rencontre paraît dans le Tokyo Nichi Nichi Shimbun le 4 mars, et est repris par d'autres journaux par la suite. Kume y est accusé d'avoir manqué à ses responsabilités de professeur de l'université impériale de Tokyo, de manquer de respect envers la personne de l'empereur, et de causer la confusion dans l'esprit des Japonais. Les shintoïstes cherchent aussi à associer Kume à deux mouvements étrangers au Japon : le christianisme (à l'opposé du Shintō japonais) et les Kangaku (ou études chinoises, à l'opposé des Kokugaku dont ils se réclament).
À l'issue de la rencontre du 28 février, Kume fait part de son intention de publier une lettre de rétractation. S'il ne compte pas renier le fond de son article, il indique vouloir dissiper l'incompréhension qu'il a suscitée. Le 3 mars, sa lettre est publiée dans plusieurs journaux.

### Réactions médiatiques divisées
Taguchi Ukichi prolonge le débat dans les pages de son journal. Le 12 mars, il publie un « Appel aux shintoïstes » (神道者諸氏につぐ), qui est relayé par la revue Shikai et d'autres journaux. Il demande que les recherches dans le domaine de l'histoire ancienne du Japon puissent se développer, au nom de la liberté académique. Il y compare aussi l'appel à la censure des shintoïstes aux accusations d'hérésie utilisées dans le christianisme. Le fond de l'article original n'est pas abordé, mais Taguchi élargit le sujet à d'autres sources anciennes comme le Kojiki.
De leur côté, les tenants du shintō publient leurs points de vue principalement dans deux revues : Kokkō (国光) et Kamunagara (佐天神). La plupart des auteurs attaquent l'absence de morale supposée de Kume, ou de certains de ses collègues comme Shigeno et Hoshino. Le prêtre Saeki Ariyoshi se démarque des autres contradicteurs de Kume en contestant le fond de l'article, objet du débat polémique. Il pointe des défauts de méthodologie, met en évidence des contradictions, et souligne la méconnaissance, de la part de Kume, de certains aspects du shintō.

### Absence de soutiens académiques

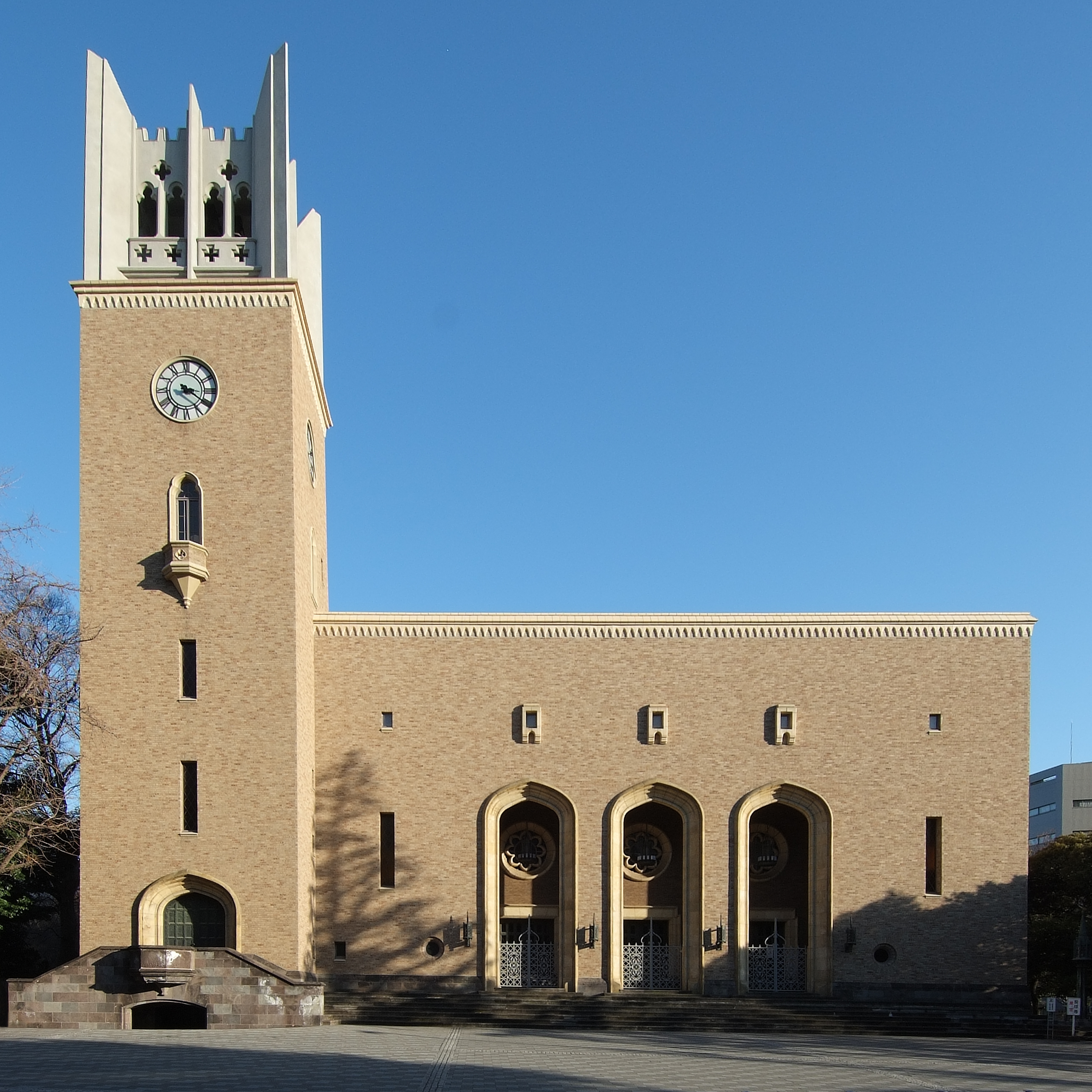
Après son renvoi de l'université de Tokyo, Kume termine sa carrière à l'université Waseda.

Les premiers soutiens dans le milieu universitaire proviennent des étudiants de Kume. L'un d'eux, Ōmori Kingorō (大森金五郎), va jusqu'à se rendre chez lui le 3 mars, à la tête d'un groupe d'étudiants, pour lui offrir son aide. Il rencontre ensuite le président de l'université impériale de Tokyo Katō Hiroyuki, qui s'oppose à l'argument portant sur la liberté académique, affirmant en particulier que les propos portant sur le sanctuaire d'Ise constituent un outrage. Il indique cependant que Kume pourrait sans doute reprendre son poste une fois l'agitation retombée,.
Cependant, pour l'essentiel, peu d'universitaires prennent la défense de Kume. L'Institut historiographique, où exerce Kume, est encore divisé entre plusieurs écoles de pensée. L'influence d'un représentant des Kokugaku comme Konakamura Kiyonori y est importante, et certains voient positivement le départ d'un représentant d'un courant de pensée concurrent. La revue Waseda bungaku analyse l'affaire comme étant révélatrice d'une opposition entre représentants de l'histoire progressiste et de l'histoire conservatrice. Cette absence de réaction suscite l'indignation du quotidien Asahi Shinbun, qui pointe, en particulier, les collègues proches de Kume : Shigeno et Hoshino,.
Après sa démission de l'université impériale de Tokyo, Kume exerce deux ans à l'université de Saint-Paul. Il accepte ensuite de poursuivre son travail d'études de documents anciens dans l'établissement d'un de ses proches : Ōkuma Shigenobu, qui a fondé, dix ans avant le début de l'affaire, l'université Waseda. Dans les années 1910 et 1920, ses publications lui valent de nouveau d'être inquiété par l'Agence impériale, le ministère de l'éducation et le ministère de l'Intérieur ; certains de ses livres sont censurés ou interdits dans les bibliothèques publiques.

## Analyses historiques
Des travaux ultérieurs sont publiés par des historiens pour tenter d'analyser l'affaire. Kume revient sur celle-ci dans ses mémoires qu'il publie en 1929. Sur les 2 200 pages de l'ouvrage, seules les deux dernières pages abordent le sujet. Son analyse est qu'elle a été provoquée par le ressentiment formé contre les historiens de l'Institut historiographique. Elle n'est selon lui pas liée à un conflit entre l'institution étatique et le monde académique.
Le contenu de l'article de Kume est peu commenté par les historiens qui analysent l'affaire par la suite, et la plupart des recherches se concentrent sur le contexte politique de l'époque.
Le premier travail sur l'affaire est publié par Ōkubo Toshiaki en 1952 dans le cadre d'un travail sur la censure lors de la restauration impériale d'avant-guerre. Il la considère comme une des quatre grandes affaires de censure de cette période. Selon lui, elle est représentative d'un double affrontement : celui opposant thèse d'État et monde académique de l'époque, mais aussi affrontement entre deux écoles académiques : les Kangaku (auxquelles Kume est lié) et les Kokugaku (auxquelles les shintoïstes sont liés). En 1954, Ishida Takeshi opte pour une analyse proche, montrant les tensions engendrées par l'adoption du Rescrit impérial sur l'éducation en 1890. Il lie l'affaire Kume à d'autres affaires du même type. Miyachi Masato insiste quant à lui sur les liens entre gouvernement et shintō ; il affirme que l'affaire donne une opportunité politique à ceux qui cherchent à réinstaurer un ministère du shintō. En 1991, Kano Masanao et Imai Osamu reprennent l'essentiel de ces différentes approches, mais en insistant en outre sur le silence de la communauté universitaire de l'époque.